# Thomas Hörl (Skispringer)
Thomas Hörl (* 20. August 1981 in Saalfelden) ist ein ehemaliger österreichischer Skispringer und heutiger Skisprungtechniker.

## Werdegang
Bereits im Alter von 15 Jahren gewann Hörl 1996 den Alpencup. Nachdem Hörl dann 1997 bei der Junioren-Weltmeisterschaft in Canmore die Bronzemedaille im Teamspringen gewann und 1999 im gleichen Wettbewerb Junioren-Weltmeister wurde, gab er am 6. Januar 2000 in Bischofshofen sein Debüt im Skisprung-Weltcup. Am 16. März 2000 stellte er als nahezu Unbekannter in Planica den Skiflug-Weitenrekord auf 224,5 m. Bereits zwei Tage danach setzte Andreas Goldberger einen Sprung auf 225 Meter, welcher auch für etwa drei Jahre die neue Rekordmarke stellte. Seine einzige Weltcup-Saison beendete er auf dem 59. Platz in der Weltcup-Gesamtwertung. In der Skiflug-Wertung erreichte er mit dem Ergebnis von Planica den 29. Platz. Ab Januar 2001 startete Hörl im Skisprung-Continental-Cup, konnte dort jedoch zu keiner Zeit größere Erfolge erzielen. Seine beste Platzierung war ein 14. Platz in Lauscha am 25. Januar 2002.
Nach der Continental-Cup-Saison 2002/03 beendete Hörl seine aktive Skisprungkarriere.
Inzwischen ist er Servicemann der norwegischen Skispringer.

## Statistik

### Weltcup-Platzierungen
| Saison  | Platz | Punkte |
| ------- | ----- | ------ |
| 1999/00 | 66.   | 13     |

### Weltrekord
| #  | Schanze                         | Ort     | Land      | Weite   | aufgestellt am | Rekord bis    |
| -- | ------------------------------- | ------- | --------- | ------- | -------------- | ------------- |
| 94 | Velikanka bratov Gorišek (K185) | Planica | Slowenien | 224,5 m | 16. März 2000  | 18. März 2000 |

### Schanzenrekord
| Schanze          | Ort       | Land     | Weite   | aufgestellt am    | Rekord bis    |
| ---------------- | --------- | -------- | ------- | ----------------- | ------------- |
| Granåsen (HS134) | Trondheim | Norwegen | 134,5 m | 12. Dezember 1999 | 10. März 2000 |